# Joachim Kunz
Joachim Kunz (né le 9 février 1959 à Stollberg/Erzgeb.) est un haltérophile allemand ayant représenté la RDA.

## Carrière
Joachim Kunz participe aux Jeux olympiques de 1980 à Moscou et remporte la médaille d'argent dans la catégorie des poids -67,5 kg. Il participe également aux Jeux olympiques d'été de 1988 à Séoul et remporte le titre olympique dans la même catégorie, après la disqualification du bulgare Angel Guenchev.